# Мико Козаровицки
Мико Козаровицки (на фински Mikko Kozarowitzky) е бивш финландски пилот от Формула 1. Роден на 17 май 1948 година в Хелзинки, Финландия.

## Формула 1
Мико Козаровицки прави своя дебют във Формула 1 в Голямата награда на Швеция през 1977 година. В световния шампионат записва 2 участия като не успява да спечели точки, състезава се за отбора на РАМ.